# Itäkeskus
Itäkeskus (szw. Östra centrum, tłum. centrum wschodnie) – naziemna stacja metra helsińskiego obsługująca okolice centrum handlowego Itis we wschodnich Helsinkach. Jest jedną z najstarszych stacji; została oddana do użytku 1 czerwca 1982 roku. Zaprojektowali ją Jaakko Ylinen i Jarmo Maunula. 
Poprzednią stacją w kierunku zachodnim jest Siilitie. Za Itäkeskus linia metro rozdziela się na odgałęzienie północne w kierunku Mellunmäki (najbliższą stacją jest Myllypuro) oraz południowe w kierunku Vuosaari (najbliższa stacja: Puotila).